# Jezioro Żalskie (Wielgie)
Jezioro Żalskie (Wielgie, Duże) – jezioro w woj. kujawsko-pomorskim, w powiecie rypińskim, w gminie Brzuze, leżące na terenie Pojezierza Dobrzyńskiego. Jezioro polodowcowe, rynnowe z urozmaiconą linią brzegową. Zajmuje powierzchnię 162,5 ha. Maksymalna głębokość wynosi 17,0 m, średnia 7,5 m. Objętość jeziora to 12.184,8 tys. m³ wody. Bezpośrednią jego zlewnię stanowią pola uprawne. Z jeziora wypływa rzeka Ruziec.